# リブセンス
株式会社リブセンス (英: Livesense Inc.) は、東京都港区に本社を置き、インターネットメディアウェブサイトの運営を主な事業とする日本の企業。

## 概要
2006年に当時大学1年生の村上太一が設立する。当時は画期的であった求人広告の無料掲載や採用祝い金などによる、アルバイト情報サイト「ジョブセンス」のサービスを開始した。
2012年10月に史上最年少で東証1部上場した。2012年12月にリクルートと賃貸物件情報掲載で提携することを発表した。

## 沿革
- 2006年
  - 2月 - 株式会社リブセンス設立
  - 4月 - 成功報酬型アルバイト求人サイト「ジョブセンス（現・マッハバイト）」のサービス開始
- 2008年
  - 5月 - 成功報酬型正社員転職サイト「ジョブセンスリンク（現・転職ナビ）」のサービス開始
  - 10月 - 資本金を300万円から1,500万円へ増資
- 2010年4月 - 成功報酬型賃貸情報サイト「DOOR賃貸」のサービス開始
- 2011年12月 - 東京証券取引所マザーズ市場へ株式上場。転職クチコミサイト「転職会議」を本格稼働
- 2012年10月 - 東京証券取引所市場第一部へ市場変更
- 2015年
  - 4月 - フルフィルメント型ファッションECの株式会社wajaを子会社化[4]。新卒就活サービス「就活会議」のサービス開始[5]
  - 8月 - 医療情報サイト「治療ノート」のサービス開始。不動産情報サービス「IESHIL（イエシル）」のサービス開始
  - 9月 - 宮崎県宮崎市に新オフィス（宮崎オフィス）を開設
- 2016年2月 - 競争入札型転職サービス「転職ドラフト」のサービス開始
- 2017年
  - 6月 - 正社員転職サイト「ジョブセンスリンク」を「転職ナビ」に変更しリニューアル
  - 9月 - アルバイト情報サイト「ジョブセンス」を「マッハバイト」に変更しリニューアル
- 2018年1月 - 連結子会社「株式会社フィルライフ」を設立。連結子会社の株式会社リブセンスコネクトを、株式会社Wizとの合弁で豊島区にて設立
- 2019年
  - 4月 - リブセンスコネクトを品川の本社内へ移転
  - 12月1日 - 賃貸情報サイト「DOOR賃貸」を株式会社キャリアインデックスへ譲渡[6]
- 2020年
  - 10月 - 東京地区のオフィス拠点を１カ所に集約
  - 11月13日 - 取締役会議においてリブセンスコネクトの解散を決議（同年12月24日に特別清算手続開始、2021年9月7日に手続終結）
- 2022年4月 - 東京証券取引所の市場区分再編にともないプライム市場へ移行
- 2023年10月20日 - 東京証券取引所スタンダード市場へ市場変更[7]

## 終了したサービス
- 転職ナビ（2022年1月31日終了）

## トラブル
リブセンスが提供する口コミサイト『転職会議』に、京都市内の測量設計会社の従業員を名乗る人物が虚偽内容の書き込みを行い、これにより会社の名誉を傷付けられたとして、当該の測量設計会社が2016年4月7日付で、リブセンスを相手取り京都地方裁判所に、情報の削除と書き込みを行った人物の情報開示を求め提訴した。

## テレビ番組
- 日経スペシャル カンブリア宮殿 「幸せを増やす企業」　東証一部上場 最年少社長が語る新ビジネス論（2012年12月13日、テレビ東京）[9]

## 書籍

### 関連書籍
- 『リブセンス 25歳の最年少上場社長村上太一の人を幸せにする仕事』（著者:上阪徹）（2012年8月31日、日経BP社）ISBN 9784822249199

## 主なサービス
- マッハバイト - 旧・ジョブセンス
- 転職会議
- 転職ドラフト
- IESHIL